# Pales atrox
Pales atrox là một loài ruồi trong họ Tachinidae.